# 布哈拉
布哈拉（發音：[buχɒrɒ]）是位于乌兹别克西南部的一座城市，也是该国第五大城市和布哈拉州的首府，人口272,000（2017年）。

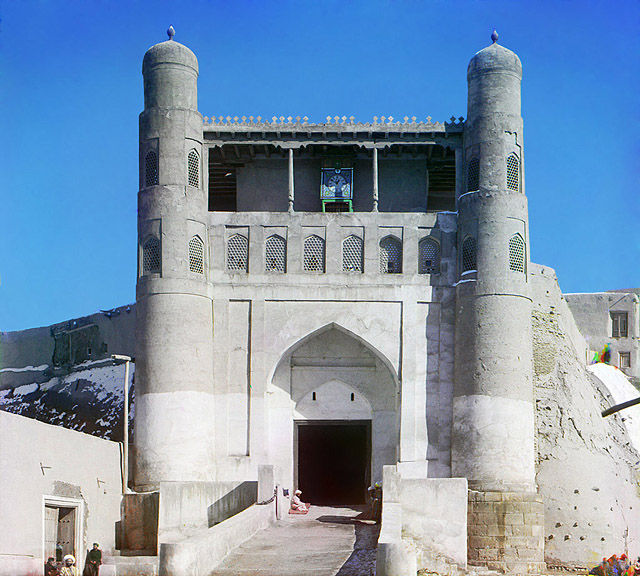
布哈拉古城

布哈拉在唐代称为捕喝、布豁、或安国，王姓昭武，为昭武九姓之一。
布哈拉在梵文的意思是「修道院」或「學術中心」。
與乌兹别克斯坦的另一座大城市撒馬爾罕一样，布哈拉的塔吉克人佔多數人口，伊朗文化佔優勢。在蘇聯把布哈拉劃給烏茲別克後，塔吉克有收回布哈拉的企图。

## 名人
- 阿维森纳：哲学家、医学家、自然科学家、文学家。
- 布哈里：伊斯兰教逊尼派的“六大圣训集”中最重要布哈里圣训实录作者。
- 白哈文丁·納克什班·布哈里（Baha-ud-Din Naqshband Bukhari）：伊斯兰教苏菲主义最大教团，纳克什班迪教团的创始者。
- 纳尔沙希（Narshakhi）：可说是中亚第一历史学家，著有《布哈拉史》。
- 奥克萨娜·丘索维金娜：女子体操运动员，擅长跳马项目。自1992年开始，她连续参加了六届的奥运会。

## 友好城市
- 法國 吕埃-马尔迈松
- 美国圣菲
- 中华人民共和国洛阳市

## 延伸阅读
[在维基数据编辑]
 《欽定古今圖書集成·方輿彙編·邊裔典·卜花兒部》，出自陈梦雷《古今圖書集成》
 《明史卷三百三十二》，出自《明史》